# Catherine Lusurier
Catherine Lusurier, née en 1752 et morte le 11 janvier 1781 à Paris, est une artiste peintre française.

## Biographie
Catherine Lusurier est originaire de Paris; sa mère, Jeanne Callot, est couturière, alors que son père Pierre est membre d'une famille de chapeliers. Elle est la nièce du peintre Hubert Drouais, auprès duquel elle apprend la peinture. Après la mort du maître, elle continue à vivre avec sa veuve Marie-Marguerite Lusurier, rue des Orties dans la paroisse de Saint-Roch à Paris, aujourd'hui, disparue et remplacée par l'avenue de l'Opéra.

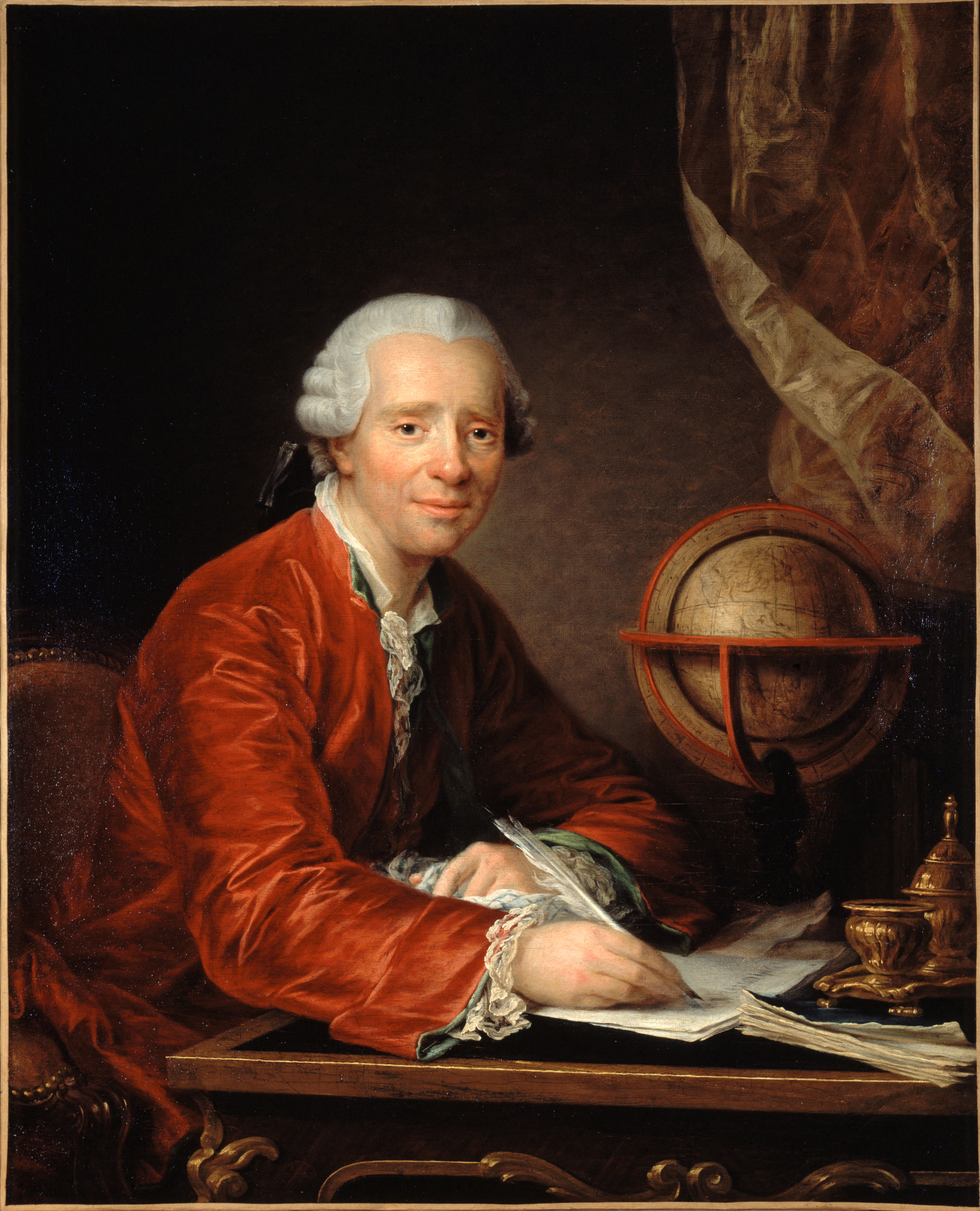
Jean Le Rond d'Alembert, 1777, par Catherine Lusurier (musée Carnavalet

Elle travaille probablement avec François-Hubert Drouais et son fils Jean-Germain Drouais dans leur atelier.
Vingt et un tableaux, y compris les portraits de Jean-Germain Drouais à l’âge de quinze ans et de Jean le Rond D'Alembert, lui sont attribués.
Catherine Lusurier n'a que vingt-huit ans au moment de sa mort en 1781.
Un dessin appartient à la collection de la National Gallery of Art de Washington et un portrait de jeune fille, anciennement attribué à François-Hubert Drouais, se trouve dans la collection du Musée d'art de Milwaukee. Un portrait intitulée la Petite dessinatrice est conservé au Kunsthalle de Brême.
Le portrait de Jean Drouais est conservé au Louvre, tandis que celui de D’Alembert se trouve dans la collection du Musée Carnavalet,. Le musée du Louvre conserve d'elle Jean-Germain Drouais dessinant, (avec l'inscription suivante au fond, à droite : « Ætatis suœ XV Lusurier, PXIT. »).

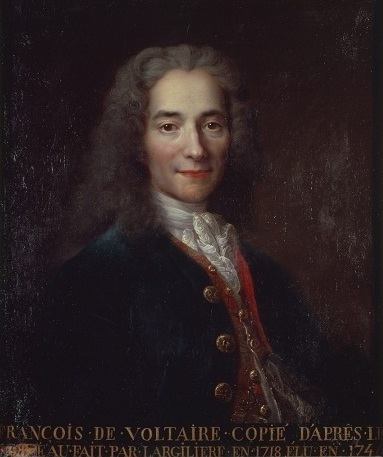
Catherine Lusurier d'après N. de Largillière, François-Marie Arouet, dit Voltaire (château de Versailles)
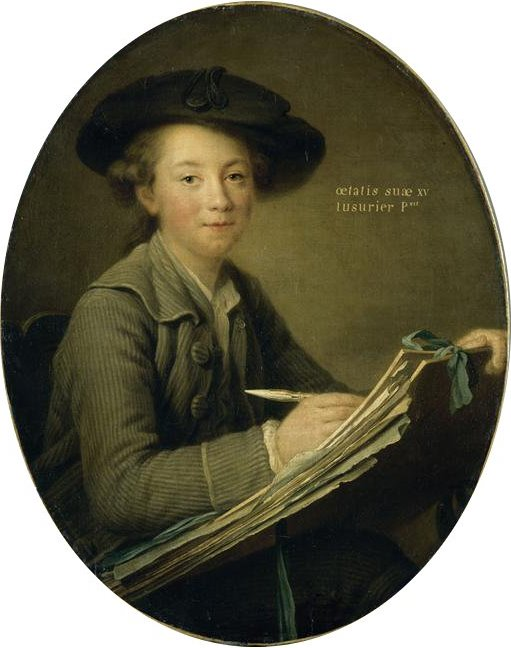
Catherine Lusurier, Le peintre Germain-Jean Drouais à l'âge de quinze ans (vers 1778)
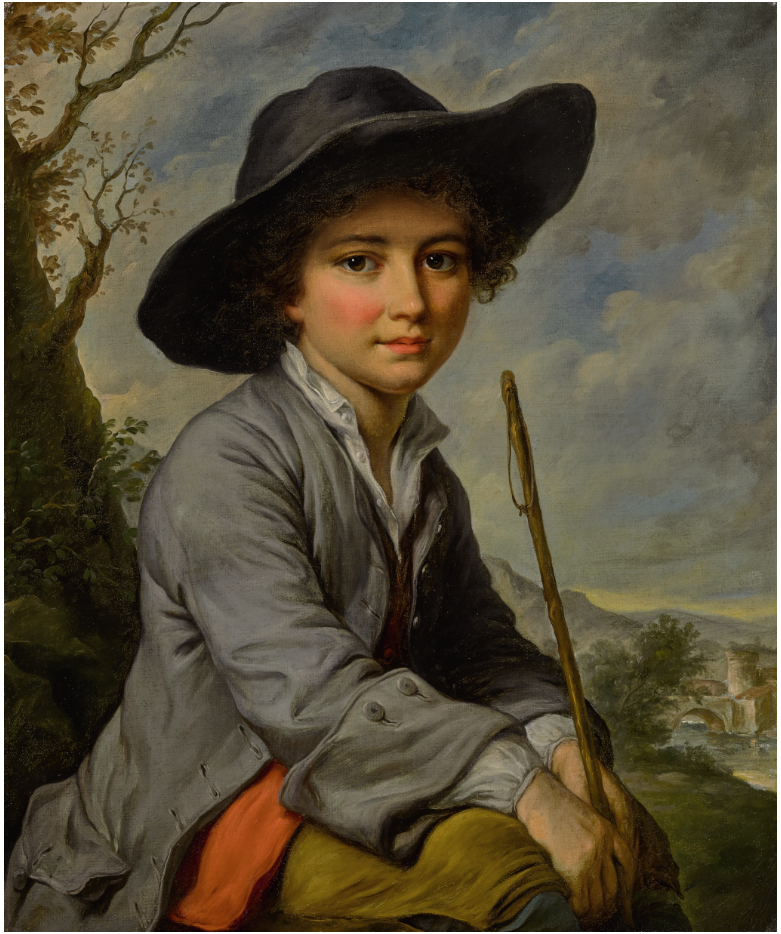
Portrait d'un jeune garçon
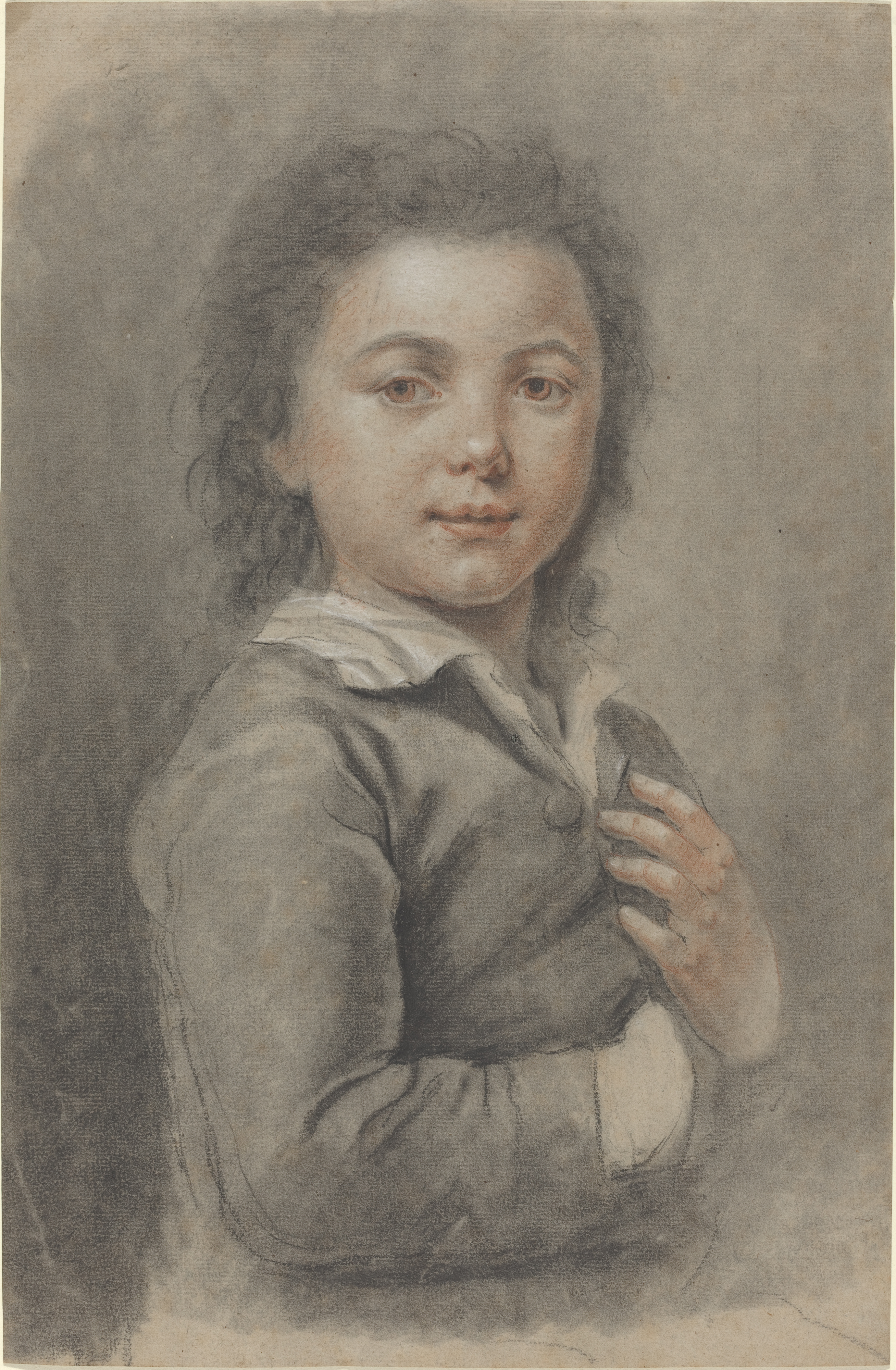
Portrait d'un jeune garçon, National Gallery of Art (Washington D.C)